# Нерпа байкальська
Не́рпа байка́льська (син.: Pusa sibirica, рос. Байка́льская не́рпа) - єдиний у світі вид тюленя, який живе у прісних водах Байкалу, особливо поширений у центральній і північній його частинах. Належить до роду нерпа, родини справжніх тюленів. Це - один з трьох прісноводних видів тюленів на планеті[уточнити].

## Опис
Самці сягають довжини до 1,8 м та маси 130–150 кг; самиці за розміром менші. Ці тюлені можуть прожити до 55 років. Забарвлення одноколірне, без плям. У цих тварин довгий і густий волосяний покрив, який закриває все тіло. На ластах також росте волосся. Пальці з'єднані перетинками. На передніх лапах мають великі кігті. На задніх лапах кігті менші. Біля очей розташовані ніздрі у вигляді вертикальних щілин.
Підшкірний жировий шар оберігає нерпу від втрати тепла (термоізоляція), згладжує вплив зміни тиску води при зануренні на глибину і спливанні на поверхню. Рух у водному середовищі здійснюється завдяки заднім ластам, а передні майже не використовуються.
Для нерпи характерне різноманіття рухів. По твердому субстрату нерпа пересувається з великими труднощами та дуже повільно. Льодом пересувається, перебираючи передніми ластами й згинаючи тіло, а тікаючи від мисливців, скаче. Основне місце проживання в Байкалі — пелагіаль (основна товща води). Іноді зустрічається в затоках озера. 
Найважливіші події в житті нерпи — народження і вигодовування дитинчат — відбуваються на льоду. Прибережні камені необхідні для линяння і відпочинку. 
З травня по червень на льоду проходить спаровування, а слідом за ним — линяння. Після того, як зникне лід, нерпи тримаються прибережної зони, місцями на косах або каменях утворюють нечисленні лежки. 
У червні на берегах Ушканових островів можна побачити особливо багато нерп. На сході сонця у нерп починається масовий рух до островів.

## Розмноження
У віці 3–6 років нерпа досягає статевого дозрівання й починає розмножуватися. Вагітність триває 11 місяців. Дитинчат нерпа народжує на березі в спеціально підготовленому лігві зі снігу та льоду, з великою внутрішньою камерою, яка з'єднана з водою великим проходом. Новонароджена нерпа важить приблизно 3,0 кг. Близько 4–6 тижнів вона проводить у лігві, харчуючись молоком матері. Більша частина нерп народжується в середині березня. Немовлята мають хутро білого кольору, що дозволяє їм в перші тижні життя бути непомітними на снігу.
Відзначено залежність тривалості вигодовування молоком дитинчат від стану льодового покриву. У роки раннього льодоходу лактація скорочена, пізнього — подовжена.

## Статистика
- Вага: 70 кг — середня (150 кг — максимальна);
- Довжина: 1,3 м (середня);
- Їжа: переважно голом'янка, байкальський бичок;
- Дитинчата: зазвичай 1 новонароджений, іноді 2;

## Класифікація
Нерпа байкальська за сучасною класифікацією належить до родини справжніх тюленів роду нерпа. Дослідники вважають, що нерпа байкальська виникла від спільного пращура з північним кільчастим тюленем. При цьому родоначальні форми цих двох видів пізніші, ніж тюлень каспійський.

## Харчування
Нерпа — іхтіофаг. Добовий раціон — 3–5 кг риби. Перетравлювання їжі в шлунку — 2–3 години. Живиться нерпа непромисловою рибою: голом'янкою, байкальським бичком, піщаною широколобкою. За рік доросла нерпа з'їдає до 1 т риби.

## Нерпа в цифрах
Максимальна швидкість 20–25 км/год. Але з такою швидкістю вона пливе, коли тікає від небезпеки. У спокійних умовах пливе зі швидкістю 10–15 км/год.
За свідченнями рибалок, нерпа потрапляла до сітей на глибині до 200 м, але, як правило, вона спостерігається на значно меншій глибині. Нерпа знаходить їжу у добре освітленій зоні (25–30 м).
В експериментальних умовах, коли її утримували під водою, нерпа знаходилася там до 65 хв (рекордний час). У природі буває під водою до 20–25 хв. Цього часу їй достатньо, щоб добути їжу або втекти від небезпеки. За підрахунками працівників Лімнологічного інституту, станом на 2009 рік в озері Байкал мешкало від 80 до 100 тисяч особин нерпи.